# Секс
Секс (од лат. sexus — „пол”), сношај (лат. coitus) или полни однос, означава чин између две или више особа у којем долази до стимулације полног органа бар једне од особа. Ова широка дефиниција полног односа обухвата вагинално-пенилни, орални и анални секс као и узајамну мастурбацију. Секс у најужем смислу би био вагинално-пенилни однос у којем долази до оплодње и зачећа. Прокреација, тј. продужење врсте основна је функција сексуалног нагона код свих живих бића. Човек ступа у сексуалне односе ради стварања потомства и ради задовољства, када не мора да постоји намера зачећа. То је један од практичних начина исказивања сексуалности (нпр. ако се мисли на исказивање емоција према супротном полу), али може бити и крајњи циљ сексуалности (нпр. ако се мисли на продужење врсте).
Сексуалност обухвата свако понашање, осећање, изражавање и интеракцију између биолошких супротних полова. Може се рећи и да је сексуалност покретач нас самих и целог нашег друштва.
Аустријски психијатар Сигмунд Фројд тврдио је да је у центру сваког људског понашања сексуална енергија тј. либидо. Полни однос је инстинктивна (несвесна, урођена) потреба као што су и глад и жеђ инстинктивне потребе. Међутим код људи секс има и свесно значење. Највише људи упражњава секс ради осећаја задовољства, као начин исказивања љубави и блискости између две особе, затим као начин ослобађања негативне енергије (пражњење) што некада може довести и до испољавања силе и повређивања друге особе. Код људи секс има јаку друштвену функцију и такође игра улогу у развијању сопствене личности. Научне студије су доказале да се ниво тестостерона у крви мушкарца повећава када гледа сексуално експлицитне призоре. Истраживања су показала да се мушкарци фокусирају искључиво на визуелни аспект секса. Женина жеља за сексом зависи више од психолошких фактора у комбинацији са тренутним расположењем и раздобљем менструалног циклуса. Људи који чешће упражњавају секс су много задовољнији и теже обољевају од неких болести (нпр. инфаркт), од оних који то не раде. Немогућност да се пронађе партнер доводи до стреса и фрустрације, који су фактор ризика за многе болести (поготову код мушкараца), што указује на значај секса за нормално функционисање људи.
Склоност ка полном односу са припадницима одређеног пола одређује сексуалну оријентацију. Полни однос се најчешће упражњава између мушкарца и жене, и то представља хетеросексуалност. Може га упражњавати и само једна особа, што се назива самозадовољавање (аутосексуалност). Када постоје подједнака сексуална интересовања према оба пола, то је онда бисексуалност. Постоји и хомосексуалност — сексуална оријентација ка члановима истог пола. Секс се у сваком друштву везује за однос између мушкарца и жене. Међутим, свако друштво има своје традиције, норме, забране и заблуде.

## Мушки полни акт
- Ерекција — ерекција је први степен сексуалног узбуђења мушкарца. Степен ерекције једнак је степену стимулације било психичке, било физичке. Центар за ерекцију налази се у сакралном делу кичмене мождине, у сегментима С2 и С3 (Онуфово једро). То је заправо парасимпатички центар одакле полази пелвинчи нерв (лат. n. pelvicus), који такође припада парасимпатичком систему. Од њега се одвајају мања нервна влакна која инервишу пенис. Ова влакна на својим завршецима луче азот-моноксид као неуротрансмитер. Иначе азот-моноксид има улогу у проширивању крвних судова (вазодилатација). Азот-моноксид изазива дилатацију артерије пениса, што изазива повећано утицање артеријске крви под великим притиском у еректилно ткиво пениса (корпус кавернозум и корпус спонгиозум). Ово еректилно ткиво је грађено од широких венских шупљина, које су нормално празне, али под наглим приливом крви оне се пуне. Такође услед њиховог пуњења и притиска на вене које одводе крв њихово пражњење је отежано. То доводи до тога да пенис постане тврд и продужен.
- Подмазивање — Парасимпатикус не изазива само ерекцију, већ доводи и до појачаног лучења слузи из уретралних и булбоуретралних жлезда. Ова слуз тече кроз уретру у току полног односа. Добар део подмазивања обављају и женски полни органи. Подмазивање је врло битно јер је слузокожа пениса врло осетљива, па би за мушкарца однос без подмазивања био врло непријатан, услед чега не би могао да достигне одређени ниво сексуалног узбуђења. Осим тога, излучевине Кауперове жлезде неутралишу киселину из урина у уретри.[8]
- Емисија и ејакулација — Емисија и ејакулација су кулминација мушког полног акта. Када стимулација постане довољно јака активира се симпатички систем (симпатикус — има супротно дејство од парасимпатикуса) у слабинском делу кичмене мождине у сегментима Л1 и Л2. Нерви из овог центра долазе до полних органа и доводе до емисије. Емисија почиње контракцијама семевода и његовог проширења, ампуле, што омогућава истискивање семене течности из тестиса и епидидимиса, преко семевода у уретру. У уретри се семена течност помеша са слузи поменутих жлезда, тако да настане сперма. До овог стадијума се процес зове емисија. Само пуњење уретре (уретра је завршни део мокраћних канала) изазива поново стимулацију парасимпатикуса (сакралног центра). Јавља се осећај напуњености у гениталним органима. Ови осећаји (путем парасимпатикуса) изазивају ритмичне контракције мишића полних органа који избацују сперму из уретре у спољашњост. Тај процес се зове ејакулација. Овај процес је помогнут и од стране неких мишића трупа што омогућава убацивање сперме и у најудаљеније делове вагине. Период емисије и ејакулације је мушки оргазам.

## Женски полни акт
- Уопштено — Успешност полног чина жене зависи, као код мушкарца, од психичке и физичке стимулације. Еротске мисли жене могу изазвати сексуалну жељу, што доста утиче на сам полни чин. Полна жеља се мења у току циклуса и достиже врхунац у време овулације, вероватно због повећане секреције естрогена у овом периоду. Локална полна стимулација жене одвија се као и код мушкарца. Масирање и надраживање спољашњих полних органа и других органа стварају полно узбуђење. Клиторис је нарочито осетљив у погледу надражаја. Сигнали полног узбуђења преносе се у сакрални центар кичмене мождине. Из кичмене мождине сигнали се преносе у мозак. Жене ређе доживљавају оргазам него мушкарци.
- Ерекција и лубрикација (подмазивање) жене — Еректилно ткиво жене се налази око улаза у вагину и протеже се у клиторис. То еректилно ткиво је грађено као и код мушкарца. Оно је сунђерасто, састављено од мноштва лакуна. Под утицајем наглог прилива крви оно се повећава. Парасимпатичка влакна инервишу ово ткиво и услед лучења неуротрансмитера азот-моноксида, долази до ширења крвних судова и прилива крви. Парасимпатички сигнали инервишу и посебне жлезде, Бартолинијеве жлезде. Оне су смештене непосредно испод малих усана вагине и луче слуз непосредно на уласку у вагину. Та слуз подмазује вагину за време полног односа. Подмазивање је потребно да би се за време полног односа постигао угодан осећај масаже јер је то најпогодније за изазивање одређених рефлекса који изазивају оргазам и мушкарца и жене.
- Оргазам жене — Када полно узбуђење достигне максимум, поготово када поред локалног надраживања постоје и психички сигнали из великог мозга, покрећу се рефлекси који изазивају оргазам код жене. Претпоставља се да оргазам жене повећава вероватноћу оплођења јајне ћелије и да се за време оргазма жене повећано контрахују материца и јајовод и на тај начин се сперматозоиди преносе према јајној ћелији. Снажне полне сензације за време полног односа изазивају напетост мишића целог тела. После доживљеног врхунца оргазма, долази до опуштања и наступа осећај задовољства. То је последња фаза сексуалног акта, резолуција.

## Сексуалне оријентације
Неке од сексуалних оријентација: хетеросексуалност, хомосексуалност, бисексуалност, асексуалност и друге.